# 17881 Редмол
17881 Редмол (17881 Radmall) — астероїд головного поясу, відкритий 10 лютого 1999 року.
Тіссеранів параметр щодо Юпітера — 3,597.